# Дрексель-Биддл, Энтони Джозеф
Э́нтони Джо́зеф Дре́ксл-Биддл (младший)  (англ. Anthony Joseph Drexel Biddle, Jr.; 17 декабря 1897, Филадельфия, Пенсильвания — 13 ноября 1961, Вашингтон, округ Колумбия) — американский дипломат, участник Первой и Второй мировой войн, генерал-майор.

## Биография
Биддл был сыном миллионера Энтони Джозефа Дрексл-Биддла (1874—1948) и Корделии Ранделл Брэдли (1873—1947). Его отец, внук банкира Энтони Джозефа Дрекселя и правнук банкира Николаса Биддла был эксцентричным поклонником бокса. Когда ему было десять лет, младший Биддл принял участие в показательном матче со знаменитым боксёром Бобом Фицсиммонсом, который нокаутировал его. Окончил Школу святого Павла в Конкорде (Нью-Гэмпшир), но в колледж не поступил.
16 июня 1915 Биддл женился на Марии Лилиан Герцог, наследнице табачного магната. Они развелись в 1931 году. В браке родилось двое детей: Мэри Герцог Биддл Трент Semans (1920—2012) и Николас Герцог Биддл (1921—2004), который был первоначально названный Энтони Джозеф Дрексель-Биддл III, только для того, его мать изменить своё имя после развода. Его вторая жена, на которой он женился в 1931 году (позже развелись), была Маргарет Томпсон Шульце, единственный ребёнок предпринимателя Уильяма Бойса Томпсона; от этого брака у него было двое приемных детей, (Маргарет) Бойс Шульце и Теодор Шульце-младший, а также сына, учитывая имя Энтони Джозеф Дрексель-Биддл III, который умер при рождении. В третий раз он женился в 1946 году на Маргарет Аткинсон Лафборо, бывшей жене Уильяма Эллери Лафборо и имел двух детей, Маргарет Биддл и Энтони Биддла III.
Первую мировую войну начал в звании рядового, со временем произведён в капитаны. В 1920-х годах участвовал в нескольких коммерческих предприятиях, которые принесли ему известность, но не принесли прибыли. Например, он финансировал бельгийского боксёра Рене Де Воса, и вкладывал средства в St. Regis Hotel. На вечеринке в честь боксёра в отеле было выпито много бутылок прекрасного шампанского (дорогостоящее мероприятие в условиях сухого закона в США).
Биддл арендовал часть Центрального парка Нью-Йорка, где открыл дорогой ночной клуб «Casino». После Биржевого краха 1929 года многие из его инвестиций были потеряны. В «Казино» был произведен обыск и его закрыли. В 1931 году он и другие руководители обанкротившегося Сонора Products Corporation Америки (ранее Акустическая продуктах компании, в фонографа и радио бизнеса) подали в суд на «Irving Trust Company». Директора обвинили в отвлекая прибыль от продажи акций в свои счета. Районный суд оправдал подсудимых, но было отменено в апелляционной инстанции.

## На дипломатической службе
Биддл был назначен послом в Норвегию 22 июля 1935 года, он поселился случай Ирвинга во внесудебном порядке, чтобы избежать связь, необходимую прежде чем покинуть страну с предложением занять пост. Он вручил свои верительные грамоты 7 сентября, 1935. Считалось, что пост он получил из-за его поддержки Демократической партии и Джорджа Говарда Эрла III, выигравшего в 1934 году выборы губернатора Пенсильвании. Тем не менее, его социальные навыки сделали его с супругой идеально подходящими для дипломатической карьеры.
4 мая 1937 г. он был назначен послом в Польшу и вручил верительные грамоты в Варшаве 2 июня 1937 года. В сентябре 1939 года Германия напала на Польшу. После того как в здание посольства попала бомба, Биддл и сотрудники посольства сначала пребывали во временных помещениях, а потом (до июня 1940 года) находились при правительстве Польши в изгнании во Франции. После захвата Франции немцами вернулся в США. 11 февраля 1941 г. был назначен послом США при правительствах в изгнании Бельгии, Чехословакии, Греции, Люксембурга, Нидерландов, Норвегии и Югославии. Биддл прибыл в Лондон 14 марта 1941 года, и исполнял дипломатические обязанности до 1943 года.
В январе 1944 года Биддл ушел из государственного департамента и вступил в армию, как подполковник в состав штаба Дуайта Эйзенхауэра. Он занимался связями с подпольными освободительными движениями на оккупированных территориях, планированием Нормандской операции по вторжению союзников. Он оставался в штате Эйзенхауэра после окончания войны, участвуя в восстановлении Европы. В 1955 году он ушел из армии, чтобы стать генерал-адъютантом Национальной гвардии Пенсильвании.
Биддл был известен как франт. 4 октября 1943 года он появился на обложке журнала «Life». Тот опубликовал фото Бидла без его безупречного костюма, оставшегося в багаже при спешной эвакуации из Польши. Джордж Фрейзер в 1960 году назвал его, наряду с такими звёздами как Фред Астер, среди самых безупречно одетых мужчин США.
Умер 13 ноября 1961, в Вашингтоне, округ Колумбия в военном госпитале Уолтера Рида, похоронен на Арлингтонском национальном кладбище, кенотаф ему установлен на кладбище Вудлон в Филадельфии.

## Память
Его сестра, Корделия Дрексель-Биддл, написала вместе с Кайлом Крайтоном книгу о семье, сосредоточив внимание на её браке с Ангиером Бушэнен Герзог, брате первой жены Энтони. На основе книги была написана пьеса, по которой в 1967 г. поставлен музыкальный фильм «Самый счастливый миллионер». Павел Петерс играл в фильме Энтони.